# Editorial Anagrama
Anagrama es una editorial española, con sede en Barcelona, fundada por Jorge Herralde en 1969. En 2010, sus fundadores vendieron la empresa a la italiana Feltrinelli. Desde 2017 su directora editorial es Silvia Sesé.  
Con más de 100 títulos por año y 400 reediciones, en el catálogo de Anagrama figuran hasta la fecha más de 3500 títulos editados y en él pueden encontrarse muchos de los autores contemporáneos más significativos en el ámbito de la narrativa y del ensayo, tanto en traducciones como en lengua española.
Sus colecciones actuales más importantes son: Narrativas hispánicas —conformada por autores de ficción en lengua española, entre los que cabe destacar a César Aira, Sergio Pitol, Enrique Vila-Matas, Roberto Bolaño, Ricardo Piglia, Javier Tomeo o Álvaro Pombo (aunque también han publicado otros autores tales como Javier Marías o Antonio Soler)—; Panorama de narrativas —ficción extranjera, con un catálogo formado por autores como Raymond Carver, Richard Ford, Thomas Bernhard, Vladimir Nabokov, Patricia Highsmith, Patrick Modiano, Ian McEwan, Albert Cohen, Martin Amis, Norman Mailer, Catherine Millet, Alessandro Baricco, Carlos Busqued o Roberto Calasso—; y Argumentos —formada por ensayos de todo tipo a cargo de pensadores, filósofos y escritores contemporáneos entre los se que destacan Guy Debord, Anselm Jappe, Hans Magnus Enzensberger o Greil Marcus—.
La editorial concede dos galardones anuales para obras inéditas, de gran prestigio intelectual en el ámbito de habla hispana: el Premio Anagrama de Ensayo (desde 1973), y el Premio Herralde de Novela (desde 1983). Para convocar el primero de ellos, en el que había venido trabajando desde su concepción en 1970, Jorge Herralde hubo de sortear la censura franquista, que bloqueó el proyecto durante un año. El Anagrama de 1973 fue para Xavier Rubert de Ventós, y desde entonces ha distinguido a destacados ensayistas y escritores (principalmente españoles) como Eugenio Trías, Pere Gimferrer, Fernando Savater, Luis Racionero, Carmen Martín Gaite, José Antonio Marina, Soledad Puértolas y el mexicano Carlos Monsiváis. La convocatoria en 1983 del Premio Herralde de Novela coincidió, por otra parte, con la creación de la colección Narrativas Hispánicas, primera incursión del sello en la ficción en lengua española; premio y colección contribuyeron decisivamente a la divulgación de los novelistas españoles del momento.
Como una constante a lo largo de estas tres décadas, cabe subrayar por parte de la editorial la búsqueda de nuevas voces —es decir, la apuesta por los posibles clásicos del futuro— tanto en narrativa como en ensayo, en España y en otros ámbitos; el rescate también de aquellos clásicos del siglo XX bien olvidados o bien ya inencontrables; la exploración en torno a los debates políticos, morales y filosóficos más significativos de nuestro tiempo.

## Críticas
La editorial y sus traductores, han sido criticados por usar en las traducciones una cantidad excesiva de expresiones propias del castellano de España. Una respuesta posible es que el 75 % de las ventas de la editorial se realiza en España. En respuesta, Jorge Herralde (fundador y director de la editorial) cree que cuando el original está escrito en coloquial es impensable optar por una traducción neutra.

## Premios literarios que otorga
- Desde 1973: Premio Anagrama de Ensayo
- Desde 1983: Premio Herralde de Novela

## Premios obtenidos
- 2020: Premio Librotea[10]